# Serianus patagonicus
Serianus patagonicus es una especie de arácnido del orden Pseudoscorpionida de la familia Olpiidae.

## Distribución geográfica
Se encuentra en Argentina y Chile.